# 伊贾斯拉夫·达维多维奇
伊贾斯拉夫·达维多维奇（烏克蘭語：Ізяслав Давидович，1115年?—1162年），是切尔尼戈夫歷史上的一位亲王(王公) (1152年–1154年、1155年–1157年) 和基辅大公(1154年–1155年，1157年–1158年，1162年)。 他是切尔尼戈夫的戴维德·斯维亚托斯拉维奇的儿子。